# Jean-François Bège
 (septembre 2022).
La mise en forme du texte ne suit pas les recommandations de Wikipédia : il faut le « wikifier ».
Les points d'amélioration suivants sont les cas les plus fréquents :
- Les titres sont pré-formatés par le logiciel. Ils ne sont ni en capitales, ni en gras.
- Le texte ne doit pas être écrit en capitales (les noms de famille non plus), ni en gras, ni en italique, ni en « petit »…
- Le gras n'est utilisé que pour surligner le titre de l'article dans l'introduction, une seule fois.
- L'italique est rarement utilisé : mots en langue étrangère, titres d'œuvres, noms de bateaux, etc.
- Les citations ne sont pas en italique mais en corps de texte normal. Elles sont entourées par des guillemets français : « et ».
- Les listes à puces sont à éviter, des paragraphes rédigés étant largement préférés. Les tableaux sont à réserver à la présentation de données structurées (résultats, etc.).
- Les appels de note de bas de page (petits chiffres en exposant, introduits par l'outil «  Source ») sont à placer entre la fin de phrase et le point final[comme ça].
- Les liens internes (vers d'autres articles de Wikipédia) sont à choisir avec parcimonie. Créez des liens vers des articles approfondissant le sujet. Les termes génériques sans rapport avec le sujet sont à éviter, ainsi que les répétitions de liens vers un même terme.
- Les liens externes sont à placer uniquement dans une section « Liens externes », à la fin de l'article. Ces liens sont à choisir avec parcimonie suivant les règles définies. Si un lien sert de source à l'article, son insertion dans le texte est à faire par les notes de bas de page.
- La présentation des références doit suivre les conventions bibliographiques. Il est recommandé d'utiliser les modèles {{Ouvrage}}, {{Chapitre}}, {{Article}}, {{Lien web}} et/ou {{Bibliographie}}. Le mode d'édition visuel peut mettre en forme automatiquement les références.
- Insérer une infobox (cadre d'informations à droite) n'est pas obligatoire pour parachever la mise en page.

Pour une aide détaillée, merci de consulter Aide:Wikification.
Si vous pensez que ces points ont été résolus, vous pouvez retirer ce bandeau et améliorer la mise en forme d'un autre article.
Jean-François Bège, né le 26 novembre 1949, est un journaliste et écrivain français, ancien éditorialiste du quotidien Sud Ouest, président de l'association de la presse ministérielle de 1993 à 2004, membre de l'Académie de Béarn, et chevalier de la Légion d'Honneur.

## Biographie
Jean-François Bège est né à Nabeul (Tunisie), où son père, le Dr. René Bège, originaire du Béarn, dirigeait l’hôpital public sous le protectorat français. Diplômé de l’Université Paris-Dauphine en management des entreprises de communication ainsi que du Centre de formation et de perfectionnement des journalistes (MBA), il a passé sa jeunesse à Alençon (Orne), à Pau (Pyrénées-Atlantiques) et à Vichy (Allier).
Jean-François Bège a commencé sa carrière de journaliste en avril 1967, au sein de la rédaction vichyssoise du quotidien lyonnais Le Progrès. Il a participé au lancement de la Maison internationale des Jeunes et de la Culture de Vichy et s'est vu désigné, au terme d’une sélection nationale, comme membre de la délégation de la jeunesse française aux Jeux Olympiques de Mexico en 1968. Il a alors signé divers reportages en Amérique latine puis est revenu en France pour remplir ses obligations militaires. Après son service national, il est devenu secrétaire de rédaction au Progrès à Saint-Étienne, puis reporter chargé de l’économie et de la politique régionale en Auvergne.
En 1976, il a rejoint la rédaction de Sud Ouest, au sein de laquelle il a occupé successivement plusieurs postes : chef-adjoint puis chef d’agence à Pau (1976-1983), chef de service à Bordeaux, chroniqueur parlementaire puis éditorialiste et directeur de la rédaction de Paris (1983-2003).
En parallèle, il a collaboré régulièrement à Radio France (France Inter et France bleu), à La Montagne, à RMC et aux éditions Chronique.
De 2003 à 2008, il a dirigé deux filiales du Groupe Sud Ouest, en qualité de président-directeur-général des Éditions Sud Ouest et de Rando Diffusion SA.
En 2011, il est devenu rédacteur en chef du magazine Le Courrier du Parlement et a participé à la série télévisée Les Rois de France.
Depuis avril 2020, Jean-François Bège est premier adjoint au maire de La Ferté-Vidame (Eure-et-Loir) et vice-président de la Communauté de communes des Forêts du Perche, chargé du pôle Culture et Tourisme.

## Engagements associatifs
- Vice-président de l’Association des journalistes parlementaires (1986 - 1988)
- Président de l’Association syndicale professionnelle de la presse ministérielle (1993 - 2004)
- Membre du jury du Prix du Livre Politique (1999-2006)[7]
- Président du Club de la presse de Bordeaux (2005-2007)
- Président de l’Association des Amis de la Ferté-Vidame (depuis 2009)
- Membre du jury du Prix Saint-Simon (depuis 2010)[8]

## Prix et distinctions
- Prix Chaptal 1996, au titre des Arts de la Communication et de la Formation, décerné par la Société d’Encouragement pour l’Industrie Nationale
- Chevalier de la Légion d’honneur depuis 1er janvier 1999[2]
- Prix des Trois Couronnes 2010 pour l’ensemble de son œuvre
- Reçu membre de l’Académie de Béarn le 2 juillet 2013[1]

## Publications
- Le Guide de la presse (Marrimpouey, 1980)
- Visiter Pau (Editions Sud Ouest, 1992, traduit en anglais et réédité en 1998, 2005 et 2013)
- Les Béarnais en politique, de Gaston Fébus à François Bayrou (Cairn, 2004)
- Simenon à Vichy (Médiabolique, 2005)
- Manuel de la rédaction ( CFPJ, 2008)
- Ravaillac, l’assassin d’Henri IV (Editions Sud Ouest, 2010)[10]
- Le fabuleux destin des Bernadotte (Editions Sud Ouest, 2013)[11],[12]

En collaboration :
- Et ce sera Justice (Plon, 1996), avec Charles Libman
- Barbouze du Général (Le Cherche-midi, 2004), avec Pierre Lemarchand
- Couleur de Pau (Cairn, 2007) avec Claude Marissal
- Les Visages de la République (Le Bord de l'eau/Sciences-Po Bordeaux, 2008), avec François Ducasse
- Les Racines et les Rêves (Editions Le Télégramme, 2010), avec Anicet Le Pors